# 达法哈特
达法哈特（Dafahat），是印度西孟加拉邦Murshidabad县的一个城镇。总人口11323（2001年）。

## 人口
该地2001年总人口11323人，其中男性5664人，女性5659人；0—6岁人口2512人，其中男1245人，女1267人；识字率35.50%，其中男性为44.23%，女性为26.77%。